# Phân thứ bộ Cua
Phân thứ bộ Cua hay cua thực sự (danh pháp khoa học: Brachyura) là nhóm chứa các loài động vật giáp xác, thân rộng hơn bề dài, mai mềm, mười chân có khớp, hai chân trước tiến hóa trở thành hai càng, vỏ xương bọc ngoài thịt, phần bụng nằm bẹp dưới hoàn toàn được che bởi phần ngực. Động vật dạng cua có nhiều tại tất cả các vùng biển, đại dương. Có loài sống trong sông, suối, đồng ruộng, chẳng hạn như các loài trong họ Cua núi (Potamidae) hay họ Cua đồng (Parathelphusidae) và một số loài sống trên cạn (họ Gecarcinidae). Đầu cua và thân được nối liền nhau vào một khối có lớp mai bọc bên ngoài.
Tên gọi phổ biến của các loài trong cận bộ này bằng tiếng Việt khá đa dạng như cua, cáy, còng, đam, rạm, dã tràng, ghẹ, cà ra,... nhưng các tên gọi này dường như không phải là các nhóm đơn ngành theo quan điểm của phát sinh loài hiện đại mà chỉ đơn thuần dựa theo hình thái hoặc môi trường sống của chúng. Hiện nay, người ta ước có khoảng gần 6.800 loài.

## Tên gọi
Danh pháp "Brachyura" có nghĩa là "đuôi ngắn" (tiếng Hy Lạp: βραχύς / brachys = ngắn, οὐρά / οura = đuôi), chỉ ra rằng các loài này có phần "đuôi" (thực ra là bụng) rất ngắn, nằm bên dưới và thường bị che đi bởi phần ngực.

## Hình thái

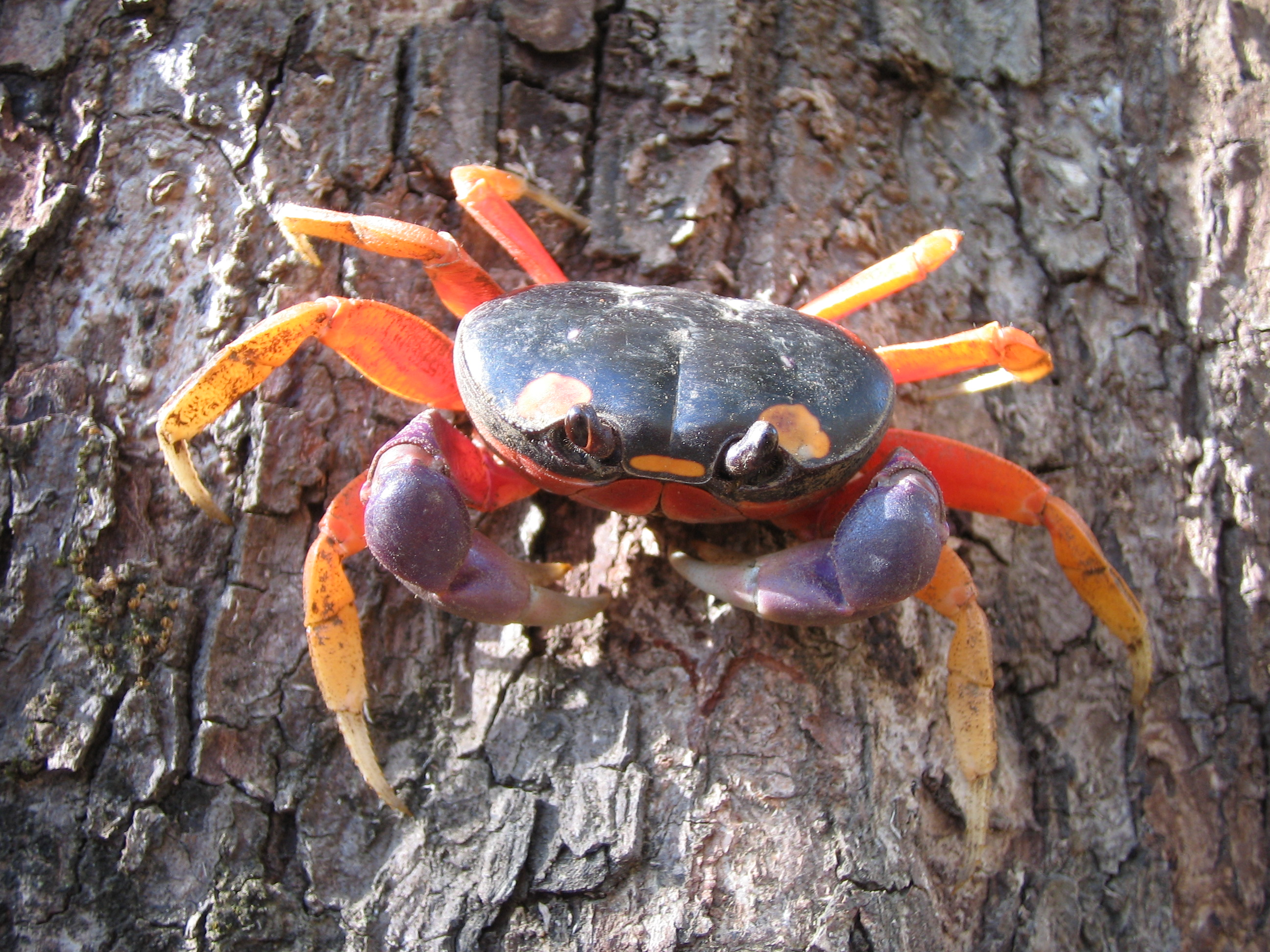
Gecarcinus quadratus, một loài cua cạn tại Trung Mỹ.

Cua thường có một bộ vỏ dày, gồm chủ yếu kitin khoáng hóa cao, và một cặp càng. Cua hiện diện ở mọi đại dương trên thế giới, nhiều loài sống trong nước ngọt hay trên cạn, đặc biệt là ở vùng nhiệt đới. Kích thước của chúng dao động từ nhỏ xíu (vài milimét) đến khá lớn (như cua nhện Nhật Bản với sải chân 4 mét (13 ft)).

## Môi trường sống
Trong phạm vi tổ Eubrachyura khoảng trên 850 loài cua nước ngọt (phần lớn trong số đó là nửa cạn) chia sẻ trạng thái phái sinh (apomorph) cơ thể với Thoracotremata, nhưng vẫn được xếp trong Heterotremata; có mặt khắp các vùng nhiệt đới và cận nhiệt đới. Trước đây, Brachyura được xem là một nhóm đơn ngành, nhưng hiện nay được cho rằng có ít nhất hai nhánh tách biệt, một ở Cựu Thế giới và một ở Tân Thế giới.

## Tiến hóa
Những hóa thạch cua cổ nhất có nhiên đại từ kỷ Jura, dù chi Imocaris kỷ Cacbon có thể là cua nguyên thủy.

## Các liên họ
Số loài còn sinh tồn và tuyệt chủng (†) ở trong ngoặc đơn. Liên họ Eocarcinoidea, gồm Eocarcinus và Platykotta, từng được cho là gồm những loài cua cổ nhất; nhưng nay được xem là một phần của Anomura.
- Tổ Dromiacea
  - Dakoticancroidea (6†)
  - Dromioidea (147, 85†)
  - Glaessneropsoidea (45†)
  - Homolodromioidea (24, 107†)
  - Homoloidea (73, 49†)
- Tổ Raninoida (46, 196†)
- Tổ Cyclodorippoida (99, 27†)
- Tổ Eubrachyura
  - Phân tổ Heterotremata
  - Aethroidea (37, 44†)
  - Bellioidea (7)
  - Bythograeoidea (14)
  - Calappoidea (101, 71†)
  - Cancroidea (57, 81†)
  - Carpilioidea (4, 104†)
  - Cheiragonoidea (3, 13†)
  - Corystoidea (10, 5†)
  - Componocancroidea (1†)
  - Dairoidea (4, 8†)
  - Dorippoidea (101, 73†)
  - Eriphioidea (67, 14†)
  - Gecarcinucoidea (349)
  - Goneplacoidea (182, 94†)
  - Hexapodoidea (21, 25†)
  - Leucosioidea (488, 113†)
  - Majoidea (980, 89†)
  - Orithyioidea (1)
  - Palicoidea (63, 6†)
  - Parthenopoidea (144, 36†)
  - Pilumnoidea (405, 47†)
  - Portunoidea (455, 200†)
  - Potamoidea (662, 8†)
  - Pseudothelphusoidea (276)
  - Pseudozioidea (22, 6†)
  - Retroplumoidea (10, 27†)
  - Trapezioidea (58, 10†)
  - Trichodactyloidea (50)
  - Xanthoidea (736, 134†)
  - Phân tổ Thoracotremata
  - Cryptochiroidea (46)
  - Grapsoidea (493, 28†)
  - Ocypodoidea (304, 14†)
  - Pinnotheroidea (304, 13†)